# Сциопод

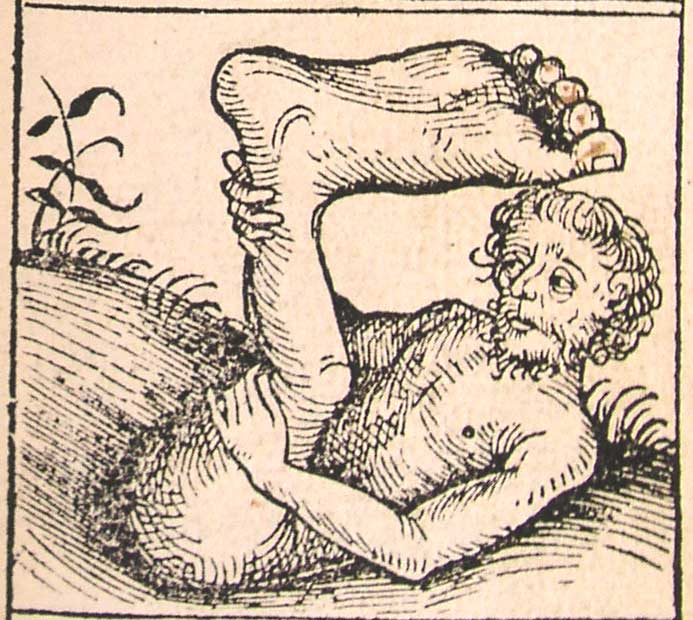
Сциопод. Рисунок из «Нюрнбергской хроники», 1493 год

Сциоподы (также известные как моноподы, монокули) — мифологические карликовые существа, имеющие одну огромную ступню, которой заканчивается единственная же тонкая нога, идущая от центра их туловища. Название «сциоподы» происходит от греческого σκιαποδες — «ноги-тени» (так как в легендах о сциоподах говорится, что они могли во время отдыха укрывать своей огромной ступнёй своё туловище от солнечных лучей), слово «монокули» — от греческого μονοκωλοι, что означает «одноноги».

## В массовой культуре
- Хроники Нарнии: Покоритель зари